# Критерий устойчивости Найквиста — Михайлова
Критерий устойчивости Найквиста — Михайлова — один из способов судить об устойчивости замкнутой системы управления по амплитудно-фазовой частотной характеристике её разомкнутого состояния. Является одним из частотных критериев устойчивости. С помощью этого критерия оценить устойчивость весьма просто, без необходимости вычисления полюсов передаточной функции замкнутой системы.

## Условие устойчивости
Передаточная функция динамической системы {\displaystyle \ T(s)} может быть представлена в виде дроби
{\displaystyle \ T(s)={\frac {N(s)}{D(s)}}}.
Устойчивость {\displaystyle \ T(s)} достигается тогда, когда все её полюсы находятся в левой полуплоскости {\displaystyle \ s}. В правой полуплоскости их быть не должно. Если {\displaystyle \ T(s)} получена замыканием отрицательной обратной связью разомкнутой системы с передаточной функцией {\displaystyle \ F(s)={\frac {A(s)}{B(s)}}}, тогда полюсы передаточной функции замкнутой системы являются нулями функции {\displaystyle \ 1+F(s)}. Выражение {\displaystyle \ 1+F(s)=0} называется характеристическим уравнением системы.

## Принцип аргументаКоши
Из теории функций комплексного переменного известно, что контур {\displaystyle \Gamma _{s}\ }, охватывающий на {\displaystyle \ s}-плоскости некоторое число неаналитических точек, может быть отображён на другую комплексную плоскость (плоскость {\displaystyle \ F(s)}) при помощи функции {\displaystyle \ F(s)} таким образом, что получившийся контур {\displaystyle \Gamma _{F(s)}\ } будет охватывать центр {\displaystyle \ F(S)}-плоскости {\displaystyle \ n} раз, причём {\displaystyle \ n=z-p}, где {\displaystyle \ z} — число нулей, а {\displaystyle \ p} — число полюсов функции {\displaystyle \ F(s)}. Положительным считается направление, совпадающее с направлением контура {\displaystyle \Gamma _{s}\ }, а отрицательным — противоположное ему.

## Формулировка критерия
Сначала построим контур, охватывающий правую полуплоскость комплексной плоскости. Контур состоит из следующих участков:
- участок, идущий вверх по оси {\displaystyle \ j\omega \ }, от {\displaystyle 0-j\infty } до {\displaystyle 0+j\infty }.
- полуокружность радиусом {\displaystyle r\to \infty }, начинающаяся в точке {\displaystyle 0+j\infty } и достигающая конца в точке {\displaystyle 0-j\infty } по часовой стрелке.

Далее отображаем этот контур посредством передаточной функции разомкнутой системы {\displaystyle \ F(s)}, в результате чего получаем плоскость АФЧХ системы. Согласно принципу аргумента число оборотов по часовой стрелке вокруг начала координат должно быть равно количеству нулей функции {\displaystyle \ F(s)} минус количество полюсов {\displaystyle \ F(s)} в правой полуплоскости. Если рассматривать вместо начала координат точку {\displaystyle \ -1+j0}, получим разницу между числом нулей и полюсов в правой полуплоскости для функции {\displaystyle \ 1+F(s)}. Заметив, что функция {\displaystyle \ 1+F(s)} имеет такие же полюса, что и функция {\displaystyle \ F(s)}, а полюса разомкнутой системы являются нулями замкнутой системы, сформулируем критерий Найквиста — Михайлова:

Пусть {\displaystyle \Gamma _{s}\ } — замкнутый контур в комплексной плоскости, {\displaystyle \ p} — число полюсов {\displaystyle \ F(s)}, охваченных контуром {\displaystyle \Gamma _{s}\ }, а {\displaystyle \ z} — число нулей {\displaystyle \ F(s)}, охваченных {\displaystyle \Gamma _{s}\ } — то есть число полюсов {\displaystyle \ T(s)}, охваченных {\displaystyle \Gamma _{s}\ }. Получившийся контур в {\displaystyle \ F(s)}-плоскости, {\displaystyle \Gamma _{F(s)}\ } должен для обеспечения устойчивости замкнутой системы охватывать (по часовой стрелке) точку {\displaystyle \ -1+j0} {\displaystyle \ n} раз, где {\displaystyle \ n=z-p}.

В русскоязычной литературе, в основном, изданной в СССР, встречается иная формулировка критерия, называемого в этом случае критерием Михайлова (критерий устойчивости был предложен советским ученым А. В. Михайловым в 1936 году):

Система порядка {\displaystyle \ n} устойчива, если ее частотный годограф, начинаясь на положительной вещественной полуоси комплексной плоскости и вращаясь против часовой стрелки, последовательно проходит {\displaystyle \ n} координатных квадрантов, нигде не обращаясь в 0.

Однако в приведенной выше формулировке критерия Михайлова под частотным годографом понимается знаменатель частотной характеристики замкнутой системы, представленной в виде отношения двух полиномов. При этом в знаменатель вместо s подставлено выражение jω, а в критерии Найквиста используется понятие о частотной характеристике разомкнутой системы с единичной отрицательной обратной связью. 
Следствия критерия Найквиста — Михайлова:
- Если разомкнутая система с передаточной функцией {\displaystyle \ F(s)} устойчива, замкнутая система является устойчивой, если АФЧХ разомкнутой системы не охватывает точку (−1; j0).
- Если разомкнутая система неустойчива, то количество оборотов {\displaystyle \ F(s)} вокруг точки −1 должно быть равно числу полюсов {\displaystyle \ F(s)} в правой полуплоскости.
- Количество дополнительных охватов (больше, чем {\displaystyle \ n+p}) вокруг точки −1 в точности равно количеству неустойчивых полюсов замкнутой системы.